# Tiger Stadium (Baton Rouge)
Pour les articles homonymes, voir Tiger Stadium.
Le Tiger Stadium est un stade de football américain situé sur le campus de l'université d'État de Louisiane, qui en est propriétaire, à Baton Rouge en Louisiane. 
C'est l'enceinte utilisée par les LSU Tigers et il offre une capacité de 102 321 places.

## Histoire
Le stade comptait 12 000 places lors de son inauguration en 1924. La capacité fut portée à 22 000 places en 1931, puis 46 000 en 1936, 78 000 en 1978, 80 000 en 1987 et 91 600 en 2000. Des travaux furent engagés en 2005 mais en raison de l'ouragan Katrina, ils ne furent achevés qu'en 2006. En 2014, une dernière extension porte la capacité à 102 321 places.
À la suite des dégâts occasionnés par l'ouragan Katrina, les Saints de La Nouvelle-Orléans jouèrent quatre rencontres de la NFL au Tiger Stadium.

## Galerie

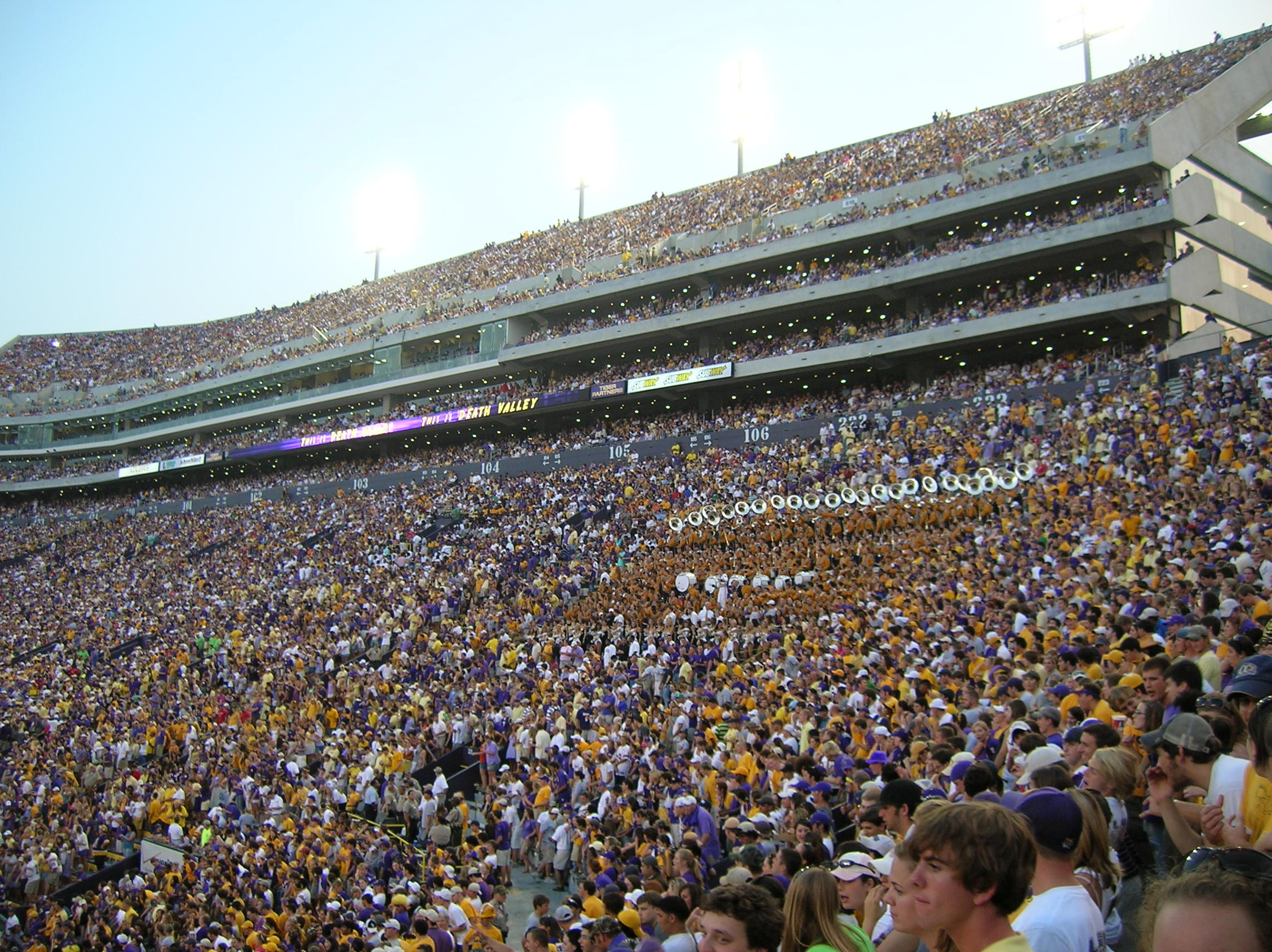
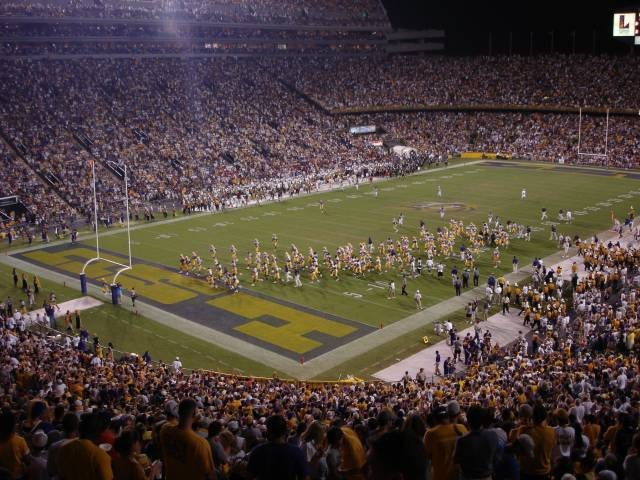